# Station Testelt
Station Testelt is een spoorweghalte langs spoorlijn 35 (Leuven - Hasselt) in Testelt, een deelgemeente van de gemeente Scherpenheuvel-Zichem. Het is nu een stopplaats.

## Treindienst
| Serie       | Treinsoort          | Route                                                                         | Bijzonderheden                     |
| ----------- | ------------------- | ----------------------------------------------------------------------------- | ---------------------------------- |
| IC 08       | Intercity (NMBS)    | Antwerpen-Centraal – Mechelen – Brussels Airport-Zaventem – Testelt – Hasselt |                                    |
| L 2450      | L-trein (NMBS)      | Leuven – Aarschot – Testelt – Hasselt                                         | Rijdt niet in het weekend.         |
| P 7360/8360 | Piekuurtrein (NMBS) | Leuven – Testelt – Hasselt                                                    | Rijdt niet in het weekend.         |
| P 8225      | Piekuurtrein (NMBS) | Tongeren – Hasselt – Testelt – Leuven                                         | In het weekend in december en mei. |

## Reizigerstellingen
De grafiek en tabel geven het gemiddeld aantal instappende reizigers weer op een week-, zater- en zondag.
| Tabel: aantal instappende reizigers station Testelt | Tabel: aantal instappende reizigers station Testelt | Tabel: aantal instappende reizigers station Testelt | Tabel: aantal instappende reizigers station Testelt |
|                                                     | Weekdag                                             | Zaterdag                                            | Zondag                                              |
| --------------------------------------------------- | --------------------------------------------------- | --------------------------------------------------- | --------------------------------------------------- |
| 1977                                                | 505                                                 | 46                                                  | 27                                                  |
| 1978                                                | 542                                                 | 39                                                  | 29                                                  |
| 1979                                                | 427                                                 | 47                                                  | 29                                                  |
| 1980                                                | 425                                                 | 70                                                  | 33                                                  |
| 1981                                                | 383                                                 | 51                                                  | 19                                                  |
| 1982                                                | 414                                                 | 66                                                  | 43                                                  |
| 1983                                                | 397                                                 | 53                                                  | 56                                                  |
| 1984                                                | 349                                                 | 37                                                  | 31                                                  |
| 1985                                                | 402                                                 | 50                                                  | 33                                                  |
| 1986                                                | 281                                                 | 37                                                  | 37                                                  |
| 1987                                                | 368                                                 | 43                                                  | 42                                                  |
| 1988                                                | 396                                                 | 37                                                  | 38                                                  |
| 1989                                                | 316                                                 | 69                                                  | 49                                                  |
| 1990                                                | 302                                                 | 41                                                  | 50                                                  |
| 1991                                                | 389                                                 | 58                                                  | 45                                                  |
| 1992                                                | 347                                                 | 61                                                  | 55                                                  |
| 1993                                                | 356                                                 | 57                                                  | 45                                                  |
| 1994                                                | 364                                                 | 37                                                  | 24                                                  |
| 1995                                                | 376                                                 | 30                                                  | 48                                                  |
| 1996                                                | 382                                                 | 54                                                  | -                                                   |
| 1997                                                | 429                                                 | 48                                                  | -                                                   |
| 1998                                                | 405                                                 | 30                                                  | 52                                                  |
| 1999                                                | 326                                                 | 28                                                  | 38                                                  |
| 2000                                                | 315                                                 | 30                                                  | 37                                                  |
| 2001                                                | 310                                                 | 20                                                  | 30                                                  |
| 2002                                                | 282                                                 | 37                                                  | 41                                                  |
| 2003                                                | 248                                                 | 28                                                  | 36                                                  |
| 2004                                                | 253                                                 | 38                                                  | 57                                                  |
| 2005                                                | 279                                                 | 34                                                  | 32                                                  |
| 2006                                                | 343                                                 | 40                                                  | 48                                                  |
| 2007                                                | 325                                                 | 46                                                  | 34                                                  |
| 2008                                                | -                                                   | -                                                   | -                                                   |
| 2009                                                | 334                                                 | 50                                                  | 54                                                  |
| 2010                                                | -                                                   | -                                                   | -                                                   |
| 2011                                                | -                                                   | -                                                   | -                                                   |
| 2012                                                | 339                                                 | 51                                                  | 77                                                  |
| 2013                                                | 339                                                 | 48                                                  | 46                                                  |
| 2014                                                | 342                                                 | 34                                                  | 69                                                  |
| 2015                                                | 285                                                 | 35                                                  | 106                                                 |
| 2016                                                | 307                                                 | 44                                                  | 58                                                  |
| 2017                                                | 324                                                 | 44                                                  | 84                                                  |
| 2018                                                | 310                                                 | 55                                                  | 93                                                  |
| 2019                                                | 335                                                 | 72                                                  | 98                                                  |
| 2020                                                | 174                                                 | 87                                                  | 60                                                  |
| 2021                                                | -                                                   | -                                                   | -                                                   |
| 2022                                                | 336                                                 | 102                                                 | 114                                                 |
| 2023                                                | 234                                                 | 73                                                  | 67                                                  |
| 2024                                                | 249                                                 | 143                                                 | 95                                                  |

0,0: Leuven ·
3,8: Holsbeek ·
6,0: Putkapel ·
7,1: Rotselaar ·
9,1: Wezemaal ·
12,3: Gelrode ·
15,5: Aarschot ·
19,3: Langdorp ·
25,2: Testelt ·
28,1: Zichem ·
33,2: Diest ·
38,5: Zelem ·
41,1: Linkhout ·
43,2: Schulen ·
46,5: Spalbeek ·
48,3: Kermt-Dorp ·
49,9: Kermt-Statie ·
53,8: Hasselt